# RM-1
RM-1 – polska rakieta doświadczalna będąca pierwszą tego typu konstrukcją. Konstrukcja była pierwszą rakietą programu RM – rakiet meteorologicznych mającego na celu zebranie doświadczenia w projektowaniu i użyciu technologii rakietowej.

## Historia

### Geneza
Po II wojnie światowej nastąpił dynamiczny rozwój techniki rakietowej. Obok zastosowań militarnych, rakiety znalazły swoje miejsce w badaniach górnych warstw atmosfery ziemskiej oraz realizacji lotów kosmicznych. Zainteresowanie nową dziedziną techniki nie ominęło Polski. W 1954 roku powstało w Warszawie Polskie Towarzystwo Astronautyczne. W maju 1956 roku powstał krakowski oddział towarzystwa. Jego wewnętrzną jednostką była Sekcja Techniczna, której pierwsze zebranie odbyło się 18 maja 1956 roku. Głównymi celami działalności Sekcji było studiowanie techniki rakietowej i realizacja zadania zaprojektowania i pokojowego wykorzystania rakiet w Polsce. Sekcja początkowo kierowana przez mgr. inż. Kazimierza Krzyżanowskiego, a od 22 czerwca 1956 roku mgr. inż. Jacka Walczewskiego zdefiniowała swój cel, którym było zastosowanie w Polsce rakiet do badań ziemskiej atmosfery. 
W latach 1957–1958 trwał Międzynarodowy Rok Geofizyczny, którego uczestnikiem była między innymi Polska. Jednym z jego elementów był projekt rozpoczęcia badań górnych warstw atmosfery przy użyciu tanich w eksploatacji, niewielkich rakiet meteorologicznych. Aby sprostać zadaniu, zainicjowano prace nad systemami rakietowymi mogącymi sprostać postawionemu celowi. Jednym z nich był rozpoczęty w 1955 roku na Uniwersytecie Tokijskim w Japonii program budowy niewielkich (17 cm długości) rakiet „Pencil”. Japoński sukces w tej dziedzinie zainspirował członków Sekcji Technicznej. Nawiązano kontakt z tokijskim zespołem, skąd otrzymano materiały zebrane w trakcie prac. Wzorując się na japońskich doświadczeniach, uznano, że najlepszym sposobem rozwiązania problemów badawczych związanych z konstrukcją rakiet i ich eksploatacją, będzie program budowy rakiet modelowych, demonstratorów technologii, pozwalający w praktyce sprawdzić przyjęte rozwiązania konstrukcyjne i ich zastosowanie. Projekt oznaczono literami RM – Rakieta Meteorologiczna sformułowano w 1956 roku. 
Na przełomie 1956 i 1957 roku wykonano pierwsze studium projektowe. Pierwsza koncepcja, oznaczona jako RM-0, zakładała wyniesienie rakiety z silnikiem na paliwo stałe na dużą wysokość przez balon i dopiero tam, odpalenie jej. Koncepcja wzorowana była na amerykańskim systemie „Rockoon”. Odstąpiono jednak od tej strategii, gdy analiza fazy startu rakiety z balonem wykazał niemożność zachowania koniecznych wymogów bezpieczeństwa. Tym samym skupiono się na zaprojektowaniu i budowie klasycznych rakiet startujących z powierzchni Ziemi. Pierwszym rozdziałem prac, przewidującym trzy etapy, była budowa jednostopniowej rakiety oznaczonej jako RM-1. Pozostałe dwa przewidywały budowę rakiety dwustopniowej i trzystopniowej.

## Projekt
Decyzja o budowie rakiety RM-1 zapadła wczesną jesienią 1957 roku. Nowy projekt miał charakteryzować się bardzo prostą konstrukcją. Za opracowanie projektu odpowiadał przewodniczący sekcji Jacek Walczewski, który pierwsze szkice i obliczenia wykonał jeszcze jesienią 1957 roku. Pierwszym etapem było przygotowanie silnika nowej rakiety. Za napęd miała posłużyć pojedyncza laska ładunku prochowego, który został pozyskany od wojska. Laski zawierające proch rakietowy nitroglicerynowy były elementem silnika rakiet M-8 i M-13 wykorzystywanych w systemie Katiusza. Do napędu RM-1 posłużył silnik S-1. Zawierał on pojedynczą laskę paliwa prochowego o masie 1,03 kg pochodzącą z rakiety M-13. Prąd do zapłonu paliwa doprowadzała świeca samochodowa umieszczona w dnie komory silnikowej. Całość umieszczona została w stalowej rurze, do której przyspawano pojedynczą dyszę wylotową. Nad dyszą umieszczono ruszt wykonany z żaroodpornej stali, który stanowił dolną podstawę ładunku prochowego silnika. Od góry laska prochu utrzymywana była we właściwej pozycji w komorze dzięki czterem drucianym, przyspawanym do wnętrza komory i wygiętym do środka łapkom. Po umieszczeniu ładunku prochowego w komorze, całość była zamykana od góry zamknięciem, które wkręcano na wspawany do środka korpusu rakiety gwintowany pierścień. Od wewnętrznej strony zamknięcia znajdował się prochowy zapłonnik w tekturowym pudełku, do którego prowadziły przewody zapłonowe. Do kadłuba rakiety przylutowano cztery stabilizatory wykonane z blachy stalowej. Ich dolne części odgięto pod kątem 5°, aby po starcie rakiet poruszała się ruchem obrotowym. Głowica rakiety osadzona była na zewnętrznej części gwintowanego pierścienia. W głowicy umieszczono masę dymotwórczą z zapłonnikiem, przewody odpalające masę wyprowadzono poprzez otwory dymowe głowicy. W jej środku znalazło się również miejsce na prosty miernik maksymalnego przyspieszenia osiowego rakiety, mogący zarejestrować maksymalną wartość 20 g. Od zewnątrz cała rakieta pomalowana została na kolor srebrny. 
Prace nad dokumentacją techniczną rakiety ukończono w kwietniu 1958 roku. Wyrzutnię zaprojektował mgr inż. Smolarczyk. Części metalowe rakiety oraz kratownicową wyrzutnię wykonano w Zakładzie Aparatów Naukowych Uniwersytetu Jagiellońskiego na podstawie dostarczonych przez krakowski oddział Polskiego Towarzystwa Astronautycznego rysunków. Formalne zamówienie złożono 8 maja 1958 roku. Na miejsce startu wybrano Pustynie Błędowską. 14 czerwca 1958 roku rozpoczęto serie prób naziemnych w Forcie Barycz, będącym jednym z fortów Twierdzy Kraków. Przetestowano komory spalania, sposób zapłonu silnika, działania ładunku dymnego, który był elementem głowicy rakiety, wydobywający się dym miał posłużyć do obserwacji tory lotu rakiety. 5 lipca 1958 roku na hamowni umieszczonej na piętrze fortu przeprowadzono próbny zapłon silnika rakiety, które przebiegł pomyślnie. We wrześniu tego samego roku ukończona rakieta gotowa była do startu. 28 września 1958 roku odebrano ukończoną wyrzutnię. Datę startu, po konsultacji z krakowskim biurem prognoz meteorologicznych, wyznaczono na 10 października 1958 roku. Całość prac oparta była na bardzo skromnym materiale badawczym, w dokumentacji technicznej projektu znalazły się wyliczenia, które określały prawdopodobieństwo prawidłowego wzlotu, działania rakiety i wyrzutni na 35%.

## Start
Próbę przeprowadzono we wschodniej części Pustyni Błędowskiej 10 października 1958 roku. Ogółem start obserwowało 25 osób obsługi rakiety i wyrzutni oraz zaproszonych gości. Wyrzutnię nachylono pod kątem 83° w kierunku północnym. Rakietę umieszczano na wyrzutni ręcznie, tak, że wylot dyszy znajdował się około 20 cm nad ziemią. Uruchomiono zapłon głowicy dymnej i po stwierdzeniu jej prawidłowego działania, o 12:48 uruchomiono silnik rakiety i nastąpił start. Wizualnie zweryfikowano zachowanie się rakiety w locie, które oceniono jako bardzo dobre. Czas pracy silnika, który szacowano stoperem „na słuch”. Prędkość rakiety za pomocą automatycznego zdjęcia o czasie ekspozycji 1/150 s. Nie powiodła się próba zmierzenie pułapu, jaki osiągnęła rakieta przy pomocy trzech teodolitów. Rakieta wymknęła się spod obserwacji. Obliczeniowe szacunki mówią o pułapie rządu 3000–3500 metrów. Po starcie nie udało się znaleźć pozostałości rakiety. Efekt eksperymentu oceniono bardzo pozytywnie, co stało się podstawą do dalszych prób z nowymi wersjami rakiety, które powstały w ramach programu RM. Próba RM-1 została odnotowana w ówczesnych mediach, polskim radiu i prasie codziennej. Wśród zaproszonych gości znalazł się między innymi dziennikarz „Przekroju”.